# Ján Mucha
Ján Mucha (Belá nad Cirochou, 5. prosinca 1982.) slovački je bivši nogometni vratar koji je zadnje branio za Hamilton Academical F.C. i slovačku nogometnu reprezentaciju.

## Vanjske poveznice
- Ján Mucha na soccerway.com (engl.)
- Ján Mucha na soccerbase.com (engl.)
- Ján Mucha na national-football-teams.com (engl.)